# Girolamo Piccolomini (sénior)
Girolamo Piccolomini foi um prelado católico romano que serviu como bispo de Pienza (1498–1510) e bispo de Montalcino (1498–1510).

## Biografia
No dia 14 de março de 1498, Girolamo Piccolomini foi nomeado durante o papado de Alexandre VI como Bispo de Pienza e Bispo de Montalcino. Serviu como Bispo de Pienza e Bispo de Montalcino até à sua renúncia a favor do seu filho de mesmo nome, Girolamo Piccolomini (júnior), a 9 de dezembro de 1510.